# Clavija macrophylla
Clavija macrophylla är en viveväxtart som först beskrevs av Heinrich Friedrich Link, Johann Jakob Roemer och Josef August Schultes, och fick sitt nu gällande namn av Friedrich Anton Wilhelm Miquel. Clavija macrophylla ingår i släktet Clavija och familjen viveväxter. Inga underarter finns listade i Catalogue of Life.